# Polski Infoseek
Polski Infoseek – pierwsza polska wyszukiwarka internetowa, oparta na silniku UltraSeek Server w wersji 1.2 firmy Infoseek, (potem Inktomi, a następnie Verity).
Wyszukiwarka została uruchomiona  jako przedsięwzięcie niekomercyjne na serwerach Interdyscyplinarnego Centrum Modelowania Matematycznego i Komputerowego (ICM) z inicjatywy Wojciecha Sylwestrzaka w styczniu 1997 roku. Dostępna była wtedy pod adresem infoseek.icm.edu.pl. Zindeksowane zasoby były aktualizowane co trzy dni. Oprogramowanie UltraSeek Server wytworzone było w języku Python. Obsługiwało język polski i oprócz stron w formacie HTML pozwalało na indeksację także dokumentów RTF, DOC czy PDF. Oprogramowanie to pod względem funkcji wyszukiwania wyprzedzało inne dostępne rozwiązania. Oprócz wyszukiwania fraz posiadało także zaimplementowane wyszukiwanie wyrażeń, rozróżnienie małych i dużych liter, szukanie wariantów słowa, możliwość określenia wyrażeń wymaganych, przeszukiwanie wg określonych pól, wyszukiwanie popularnych słów, podanie dokładnej liczby dokumentów, automatyczne rozpoznawanie imion własnych, podawanie dokładnej liczba dokumentów dla każdego hasła. W kwietniu 1999 Polski Infoseek podawał liczbę zaindeksowanych stron na ponad 2.5 mln. 
W listopadzie 1999 firma Internet Ventures Poland (IVP) wykupuje oprogramowanie tej wyszukiwarki wraz z bazą od Infoseek Corporation by w 2000 uczynić ją częścią portalu internetowego Arena.pl. W chwili przejęcia Polski Infoseek zawierał informacje o około 4,7 mln polskich stron www z ogólnej liczby szacowanej w tamtym czasie na 7 - 8 mln  i notował co miesiąc około 6 mln zapytań. 
Po krótkiej działalności, w 2001 roku, portal Arena w wyniku kryzysu zakończył działalność bankructwem a wyszukiwarka zniknęła z polskiego rynku. 